# ام‌وی گیسر
ام‌وی گیسر (به انگلیسی: MV Geysir) یک کشتی است که طول آن ۹۰٫۱ متر (۲۹۶ فوت) می‌باشد. این کشتی در سال ۱۹۸۰ ساخته شد.